# Калака (Мексика)

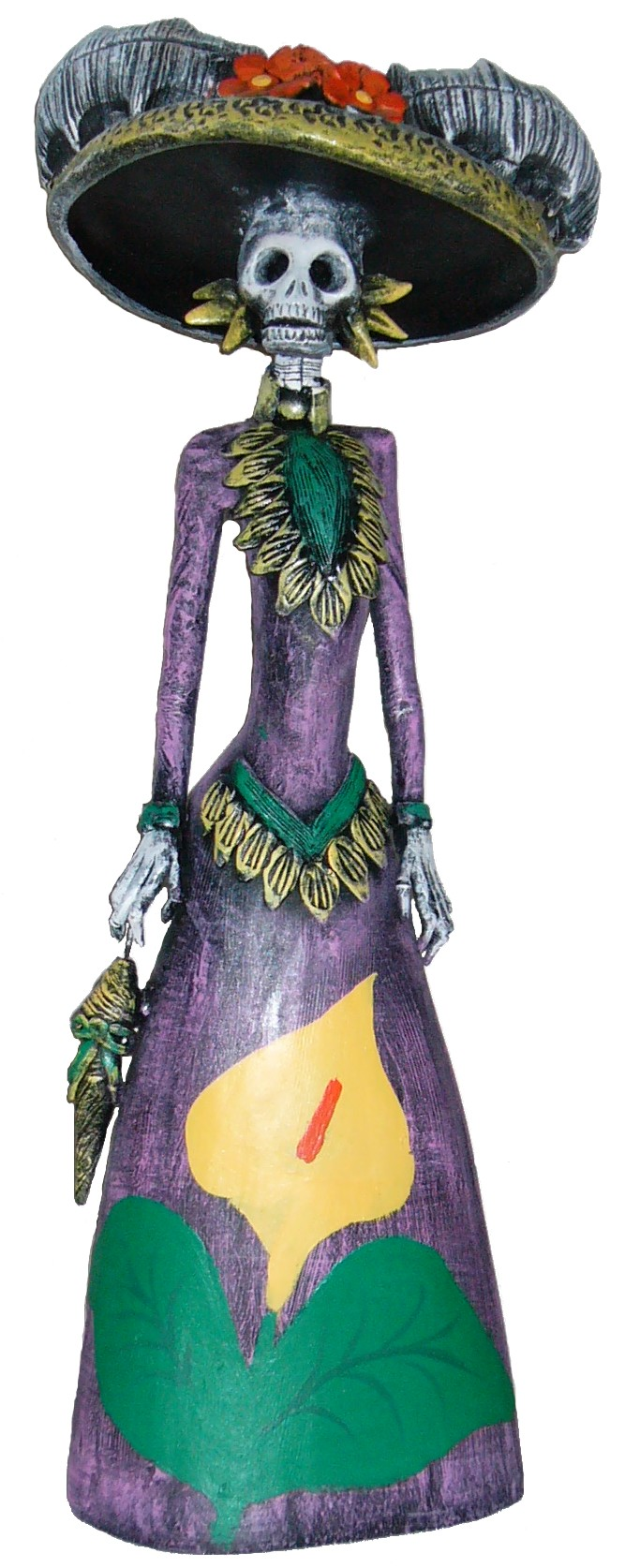
Калака Калаверы Катрины — одного из современных символов Дня Мёртвых

Калака (исп. Calaca, на разговорном мексиканском варианте испанского — «скелет») — фигура черепа или скелета (обычно человека), часто используемая для украшения во время фестиваля на мексиканский праздник День Мёртвых, хотя они делаются круглый год. Ведя своё происхождение от изображений ацтеков, калаки часто изображаются с цветами бархатцами и листьями. Как и в других аспектах фестиваля Дня Мёртвых, калаки, как правило, изображаются как радостные, а не печальные фигуры. Они часто показаны носящими праздничную одежду, танцующими и играющими на музыкальных инструментах, чтобы показать счастье загробной жизни. Этот образ основывается на вере мексиканцев в то, что умершие души не печалятся о смерти и что смерть является радостным событием. Эта вера, в свою очередь, восходит к ацтекским поверьям, одной из немногих традиций, оставшихся после испанского завоевания.
Калаки, используемые в фестивале, включает резные маски черепов, которые носят люди на улицах, фигурки, сделанные из резного дерева или обожжённой глины, а также сладости в форме черепов и скелетов. Калаки иногда делают из дерева, камня и даже конфет.
Популярная фраза среди мексиканцев и латиноамериканцев, звучащая как «se lo (la) llevo la calaca» и произносимая после того, как кто-то умер, буквально означающее «Калака забрала его (её)» или «смерть забрала его (её)».
В Гватемале «калака» понимается как «смерть». Фигура голого скелета представляет смерть и означает страх смерти. Таким образом, она не изображается как радостный образ в этой стране.